# Pascale Ferran
Pascale Ferran (* 17. April 1960 in Paris, Frankreich) ist eine französische Filmregisseurin und Drehbuchautorin. Sie tritt seit 1983 in Erscheinung und schrieb für die von ihr selbst inszenierten Produktionen auch jeweils das Drehbuch. Für Die Sandburg wurde sie bei den Internationalen Filmfestspielen von Cannes 1994 mit der goldenen Kamera ausgezeichnet. 2007 gewann ihr Spielfilm Lady Chatterley den französischen Filmpreis César in fünf Kategorien, darunter in der Kategorie Bester Film.

## Filmografie

### Als Regisseurin
- 1983: Souvenir de Juan-Les-Pins (Kurzfilm)
- 1989: Un dîner avec M. Boy et la femme qui aime Jésus (Kurzfilm)
- 1990: Le baiser (Kurzfilm)
- 1994: Die Sandburg (Petits arrangements avec les morts)
- 1995: L’âge des possibles
- 2006: Lady Chatterley
- 2014: Bird People

### Als Drehbuchautorin
- 1983: Souvenir de Juan-Les-Pins (Kurzfilm)
- 1983: Il ne faut jurer de rien (Kurzfilm)
- 1986: Gardien de la nuit
- 1989: Blancs cassés
- 1989: Les cinéphiles 2 – Eric a disparu
- 1992: Die Wache (La sentinelle)
- 1994: Die Sandburg (Petits arrangements avec les morts)
- 1995: L’âge des possibles
- 1997: Es wird aufgegessen (Mange ta soupe)
- 2006: Lady Chatterley
- 2014: Bird People